# ローベルト・ゼーターラー

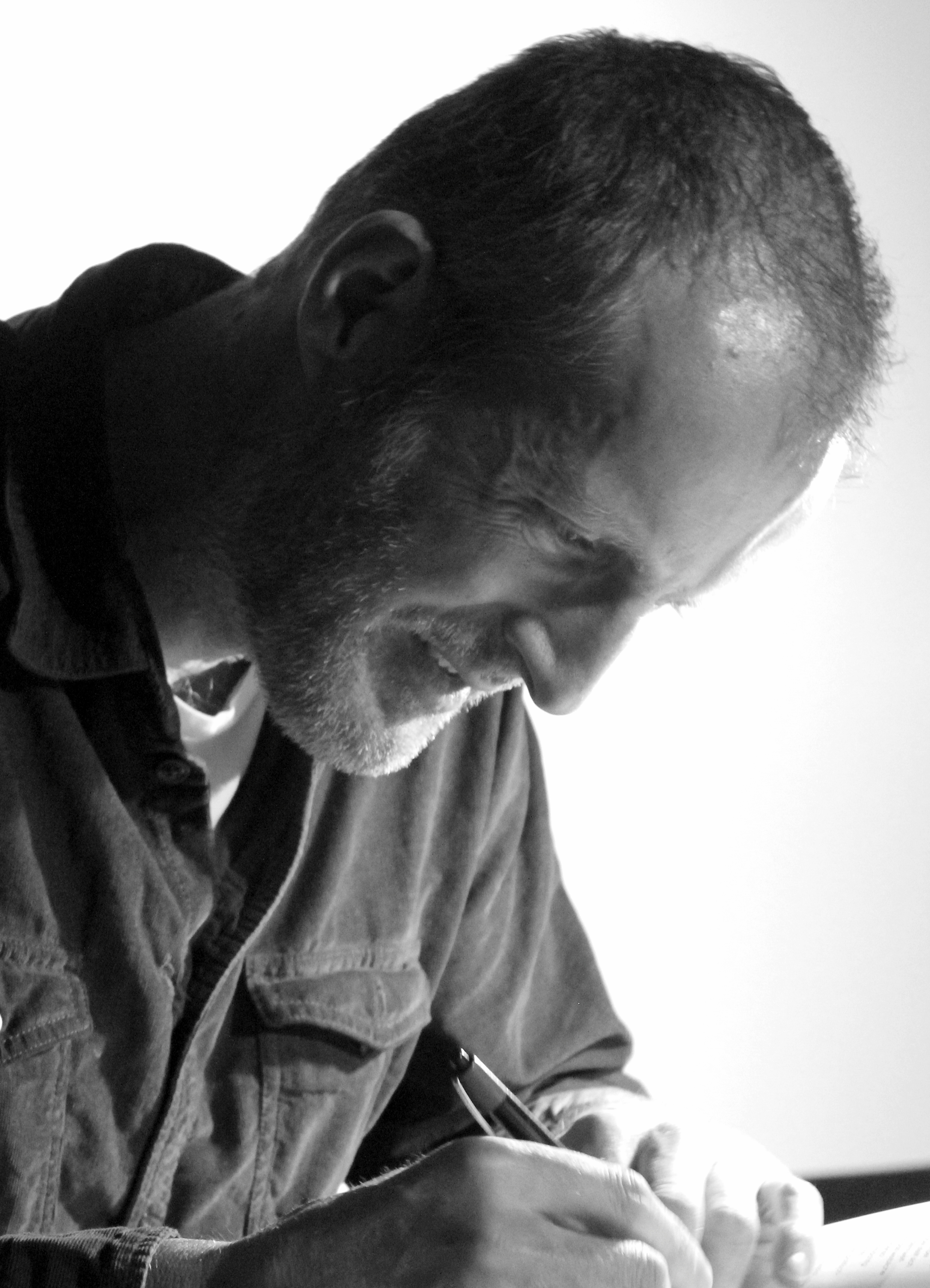
Robert Seethaler

ローベルト・ゼーターラー（Robert Seethaler (1966年8月7日 - ) は、オーストリアの作家である。

## 経歴
(https://www.shinchosha.co.jp/sp/writer/6425/　）
ウィーン生まれ。俳優として数々の舞台や映像作品に出演後、2006年『ビーネとクルト』で作家デビュー。
2014年刊行の『ある一生』は、ドイツ語圏で100万部を突破。2015年グリンメルズハウゼン賞を受賞。2016年国際ブッカー賞、2017年国際IMPACダブリン文学賞の最終候補に選出。
2018年刊行の『野原』は「シュピーゲル」誌のベストセラーリスト1位を獲得、ラインガウ文学賞を受賞。名実ともにオーストリアを代表する作家の一人。

## 邦訳作品
- 『キオスク』酒寄進一 訳、東宣出版、はじめて出逢う世界のおはなし、2017年6月
- 『ある一生』浅井晶子 訳、新潮社、新潮クレスト・ブックス、2019年6月
- 『野原』浅井晶子 訳、新潮社、新潮クレスト・ブックス、2022年10月

## 英訳作品
- Seethaler, Robert; Collins, Charlotte (2015). A Whole Life. London. ISBN 978-1-4472-8390-4. OCLC 931536311 – shortlisted for the 2017 Man Booker International Prize,[1] and the 2017 International DUBLIN Literary Award
- Seethaler, Robert; Collins, Charlotte (2016). The tobacconist. London. ISBN 978-1-5098-0658-4. OCLC 960964327
- Seethaler, Robert; Collins, Charlotte (2021). The Field. London, UK: Picador. ISBN 978-1-5290-0806-7. OCLC 1241252068